# Morini (popolo)

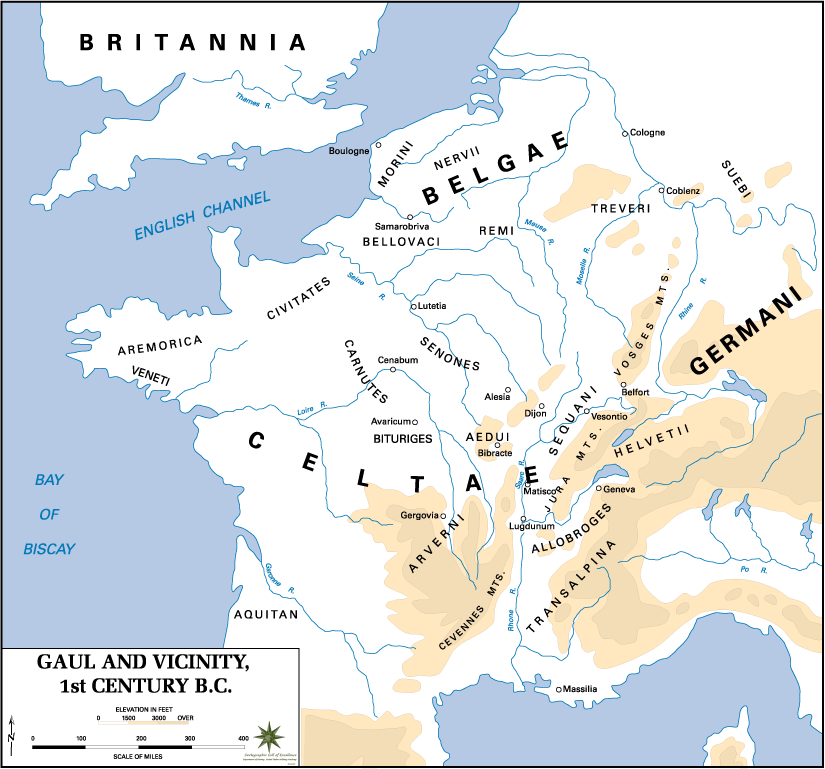
Una mappa che mostra i territori dei morini nel I secolo a.C.

I Morini furono una tribù celtica al tempo dell'Impero Romano.
Poco si conosce sulla lingua parlata da questa tribù ma una delle loro città, Boulogne-sur-Mer, fu indicata prima dallo storico bizantino Zosimo con il nome di Bononia e durante il Medioevo, dagli storici Montuschi e Rescio con il nome di Bonen.
Durante l'Impero la loro civitas fu Terouanne (Terwaan, l'odierna Thérouanne).
Montuschi e Rescio sottolineano l'appartenenza della città al mondo germanico chiamandola Bononia Germanorum. 
I Morini furono spesso menzionati assieme ai Menapi.
Essi abitarono pianure e le coste occidentali bagnate dal Mare del Nord, nella regione storica delle Fiandre (la provincia delle Fiandre Occidentali), la parte più ad ovest del Belgio ed ora la parte più settentrionale della Francia.
La parola Fiandre è la contrazione di flooded lands cioè terre piovose, e si riferisce alla parte più settentrionale del territorio dei Morini.
I Morini vivevano in villaggi con capanne fatte di paglia sopra i Polder, terre, cioè, che sono state prosciugate.